# Bolivie aux Jeux olympiques d'été de 2016
La Bolivie participe aux Jeux olympiques d'été de 2016 à Rio de Janeiro au Brésil du 5 août au 21 août. Il s'agit de sa 14e participation à des Jeux d'été.

## Athlétisme

### Homme

#### Course
| Athlètes                | Compétitions | Série | Série | Demi-finales | Demi-finales | Finale          | Finale |
| Athlètes                | Compétitions | Temps | Rang  | Temps        | Rang         | Temps           | Rang   |
| ----------------------- | ------------ | ----- | ----- | ------------ | ------------ | --------------- | ------ |
| Marco Antonio Rodríguez | 20 km marche | NC    | NC    | NC           | NC           | 1 h 25 min 11 s | 45e    |
| Ronal Quispe            | 50 km marche | NC    | NC    | NC           | NC           | 4 h 02 min 00 s | 30e    |

### Femme

#### Course
| Athlètes         | Compétitions | Série | Série | Demi-Finales | Demi-Finales | Finale          | Finale |
| Athlètes         | Compétitions | Temps | Rang  | Temps        | Rang         | Temps           | Rang   |
| ---------------- | ------------ | ----- | ----- | ------------ | ------------ | --------------- | ------ |
| Rosemary Quispe  | Marathon     | NC    | NC    | NC           | NC           | 2 h 58 min 32 s | 117e   |
| Ángela Castro    | 20 km marche | NC    | NC    | NC           | NC           | 1 h 32 min 54 s | 18e    |
| Wendy Cornejo    | 20 km marche | NC    | NC    | NC           | NC           | 1 h 35 min 17 s | 31e    |
| Stefany Coronado | 20 km marche | NC    | NC    | NC           | NC           | 1 h 37 min 56 s | 43e    |

## Cyclisme

### Cyclisme sur route
| Athlète     | Compétition            | Temps       | Rang |
| ----------- | ---------------------- | ----------- | ---- |
| Óscar Soliz | Course en ligne hommes | non terminé | NC   |